# 9421 Violilla
9421 Violilla là một tiểu hành tinh vành đai chính với chu kỳ quỹ đạo là 1340.3426802 ngày (3.67 năm).
Nó được phát hiện ngày 24 tháng 12 năm 1995, bởi S. P. Laurie ở Church Stretton.